# Дора-мандрівниця
До́ра-мандрівниця — американський мультсеріал, створений Крісом Гіффордом, Валері Уолш, і Еріком Вайнером. Дора-мандрівниця почав транслюватися в 2000 році. Трансляція проводиться в мережі кабельного телебачення Nickelodeon. Був в ефірі CBS до вересня 2006 року.

## Сюжет
Франшиза бере свій початок від однойменного телевізійного шоу, що розповідає про Дору Маркес, семирічну латиноамериканську дівчинку, яка любить вирушати у мандри, пов'язані з діяльністю, в якій вона хоче взяти участь, або місцем, куди вона хоче потрапити, у супроводі свого фіолетового рюкзака, що розмовляє, та антропоморфної мавпочки-компаньйона на ім'я Чобіток (названого на честь його улюблених червоних чобіт). Кожен епізод заснований на серії циклічних подій, які відбуваються під час подорожей Дори, а також на перешкодах, які вона і Чобіток змушені долати, або на головоломках, які вони повинні вирішити (з «допомогою» глядачів), пов'язаних із загадками, іспанською мовою або лічбою. Частими є зустрічі Дори зі Шахраєм, двоногим антропоморфним лисом-злодієм у масці, якому треба запобігти крадіжці чужого майна через взаємодію з глядачем, що руйнує четверту стіну. Щоб зупинити Шахрая, Дора має тричі сказати «Шахраю, не кради». Однак у випадках, коли Шахрай краде речі інших людей, глядач має допомогти Бутсу та Дорі знайти вкрадені речі. Ще однією перешкодою є зустріч з іншим антагоністом програми — «Старим буркотливим тролем», що живе під мостом, який мають перетнути Дора і Чобіток, і загадує їм загадку, яку потрібно розгадати з допомогою глядача, щоб дозволити їм пройти.
Мультсеріал відомий постійним руйнуванням четвертої стіни, зображеним у кожному епізоді. Глядачам зазвичай показують два основні орієнтири, які необхідно пройти, перш ніж Дора дістанеться до місця призначення, як правило, з іграми або головоломками на цьому шляху. Епізод завжди закінчується тим, що Дора успішно досягає місця призначення, тріумфально співаючи з Чобітком пісню «Ми це зробили!».

## Персонажі
- Чобіток (англ. Boots) — мавпа, найкращий друг Дори. Завжди ходить у червоних чобітках. Пустотливий і веселий.
- Дора Маркес (ісп. Dora Márquez) — 7-річна латиноамериканська дівчинка. Вона дуже весела і знайде вихід у будь-якій ситуації. Одягнена в рожеву футболку і помаранчеві шорти. Завжди ходить із рюкзаком. У 2011—2014 роках роль Дори озвучувала Фатіма Птачек.

## Голоси
- Дора-мандрівниця: Кетлін Herles (2000—2004), Кейтлін Санчез (2007—2010, припинено в жовтні 2010 року в очікуванні судового процесу)
- Чобіток: Ріган Мізрахі (2007—2010)
- Рюкзак: Саша Торо (2000—2004), Олександрія Суарес (2007—2010)
- Шахрай: Марк Вайнер (2007—2010)
- Мапа: Марк Вайнер (2007—2010)
- Ігуана Іса Ешлі Флемінг (2000—2004), Lenique Вінсент (2007—2010)
- Білка Тіко: Хосе Селайя (2002—2004), Жан Карлос Челі (2007—2010)
- Бичок Бенні: Метт Gumley (2007—2010)
- Велике червоне Курча: Кріс Гіффорд (2000—2004)
- Провідник Зірки: Крістіана Anbri Генрі Гіффорд, Кеті Гіффорд, Айша Shickler, Мухаммед Каннінгем, Хосе Zeleya

- Джейк Burbage
- Харрісон Чад
- Андрес Dieppa
- Феліпе Dieppa
- Елен Дель Валле
- Ейлін Галіндо
- Кріс Гіффорд
- K.J. Санчес
- Адам Зітц
- Леслі Вальдес
- Марк Вайнер

### Голоси гостей
- Джон Легуізамо
- Чіч Марін
- Рікардо Монтальбан
- Есаі Моралес
- Емі Принсіпі
- Ірвін Різ
- Чита Рівера (Казка Пригоди Дори, 2004)
- Антонія Рей
- Пол Родрігес

## Трансляція в Україні
В Україні мультсеріал транслюється на телеканалах «ТЕТ» та «ПлюсПлюс».

## Цікавинки
В епізодах Дора Дослідниця майже завжди слідують закономірність, порушуючи четверту стіну:
- Дора має те, що вона хоче зробити або де вона повинна йти.
- Дора три, або, в деяких подвійної довжини епізоду, чотири місця, щоб піти з останнього місця як пункту призначення.
- Дора і чоботи зустрітися Шахрай десь по дорозі, іноді вдається при кажучи: «Шахрай не кради» три рази, а іноді Шахрай успішно викидає предмет Дори й таким чином ховає його. Дора і Чобіток завжди знаходять прихований елемент.
- Дора буде зустрічатись з одним зі своїх друзів на кожному з місць, з розбивкою по карті.
- Дорі завжди вдається проходження перешкод.
- В англійській версії, Дора буде просити глядачів допомогти їй, даючи поради (стрибати, бігати і т. д.), розміщення елементів (особливо вкрадені Шахраєм) і часто кричав команди на символи іспанською мовою (особливо Tiко і старший Тукан, який може тільки говорити іспанською).
- Кожен персонаж, який з'явився у епізоді співає: «Ми зробили це» в кінці, за винятком Шахрая (якщо Шахрай до низки позитивну роль в епізоді, наприклад, епізод, де він рятує втратила дитину лисиця).
- Дора запитує глядачів, яка частина їм сподобалась. Вона (і, як правило Чобіток), а потім приступити до глядача сказати, яка частина пригод вона найбільше сподобалося. Будь-який інший головний герой також можуть бути включені в цей розділ.
- Під час фінальних титрів, глядачів або просять знайти персонажа, схованого десь, або слідувати інструкціям для досягнення мети.

## Дора провідник Дівчата
У 2009 році каналами Mattel та Nickelodeon введена десятирічна версія Дори, з чотирма друзями імені Naiya, Кейт, Емма, і Алана, які називають себе «Провідник Дівчата.
Залишитися в живих», а другий «Pirate Пригоди Дори». Підготовлено Nickelodeon і LiveNation, ці твори ознаками живих акторів зображати роль Дори і її друзів, у тому числі черевики, Дієго, Іса, і тріо Fiesta. Багато персонажів носили складні костюми піна призначена для нагадують Дора символів. Кожне виробництво ознаками структуру, схожу на епізод телесеріалу.

## Ремейк живої дії
24 лютого 2021 року було оголошено, що для Paramount+ розробляється ремейк Дори-мандрівниці.

## Анімаційний ребут
15 лютого 2022 року було оголошено, що для Paramount+ також розробляється анімаційне перезавантаження.